# Akrotiri y Dekelia
Akrotiri y Dekelia (en inglés: Akrotiri and Dhekelia; en griego: Ακρωτήρι και Δεκέλεια, romanizado: Akrōtḗri kai Dekéleia) —cuyo nombre oficial es Áreas de las Bases Soberanas de Akrotiri y Dekelia (en inglés: Sovereign Base Areas of Akrotiri and Dhekelia; en griego: Περιοχές Κυρίαρχων Βάσεων Ακρωτηρίου και Δεκέλειας, Periochés Kyríarchon Váseon Akrotiríou kai Dekéleias)— son dos Bases Soberanas del Reino Unido en la isla de Chipre. Las dos áreas contienen bases militares habitadas por británicos, zonas residenciales donde viven en su mayoría ciudadanos chipriotas, y terrenos cultivables.

## Historia
Las Bases Soberanas fueron establecidas en 1960 por el Tratado de Garantía (Treaty of Guarantee), cuando a Chipre, colonia por aquel entonces del Imperio británico, se le concedió la independencia. El Reino Unido quiso conservar la soberanía sobre estos territorios, puesto que así se les garantizaba el uso de las bases militares británicas en la isla, incluyendo la RAF Akrotiri, y una guarnición del Ejército Británico. La importancia para los británicos de conservar las bases consiste en la posición estratégica de Chipre, en el Mediterráneo oriental, cerca del canal de Suez y de la zona de Oriente Medio; la RAF utiliza estas bases para el repostaje de su aviación militar, y también para entrenamientos sobre objetivos.
En 1974 Turquía invadió el norte de Chipre, acto que condujo a la formación de la República Turca del Norte de Chipre. Sin embargo, este hecho no afectó a la situación de las bases, y los británicos no se implicaron en este conflicto. Con todo, el Reino Unido permitió a los grecochipriotas que huyeran de los invasores turcos por la base de Dekelia, y ofrecieron ayuda humanitaria.
El avance turco fue detenido cuando alcanzaron la Base Soberana de Dekelia, principalmente para evitar la entrada del Reino Unido en la guerra. La zona de Ayía Napa se mantuvo así en manos grecochipriotas.
Ese mismo año, el gobierno británico decidió que las fuerzas británicas se retirarían por completo de Chipre, porque las bases en expansión se habían vuelto indefendibles a la luz de la creciente demanda de tropas en Irlanda del Norte y debido a la presión sobre el presupuesto de defensa. Estados Unidos había perdido el acceso a sus numerosas bases de inteligencia de señales en Turquía debido a su disputa política con Turquía tras la invasión de Chipre, y se opuso enérgicamente a cualquier retirada británica que le haría perder el acceso a la inteligencia de señales del GCHQ de Chipre. Estados Unidos acordó contribuir a los costos básicos y los británicos cancelaron el plan de cierre, aunque el número de fuerzas se redujo a aproximadamente 800 más 200 empleados civiles del GCHQ. El uso de la base por EE. UU. aumentó, como vuelos de espionaje de aviones Lockheed U-2 sobre Siria, aunque los vuelos eran generalmente de noche "para evitar la curiosidad local".
La República de Chipre ocasionalmente ha reclamado la anexión de Akrotiri y Dekelia, argumentando que las bases constituyen un extenso territorio que podría ser utilizado para el desarrollo comunitario.
Los cuatro años subsiguientes a la independencia chipriota, el Gobierno británico pagó a la República de Chipre un monto como alquiler de las bases. Después del conflicto intercomunal de 1963-1964 el Reino Unido dejó de subvencionar a Chipre, denunciando que no había garantía de que ambas comunidades se beneficiarían igualmente de aquel dinero. El Gobierno chipriota aún reclama las contribuciones británicas desde 1964 hasta la actualidad, consideradas una deuda de más de mil millones de euros.

Bandera usada por la guarnición de Dekelia, también usada por algunos grupos como la bandera no oficial de Akrotiri y Dekelia.

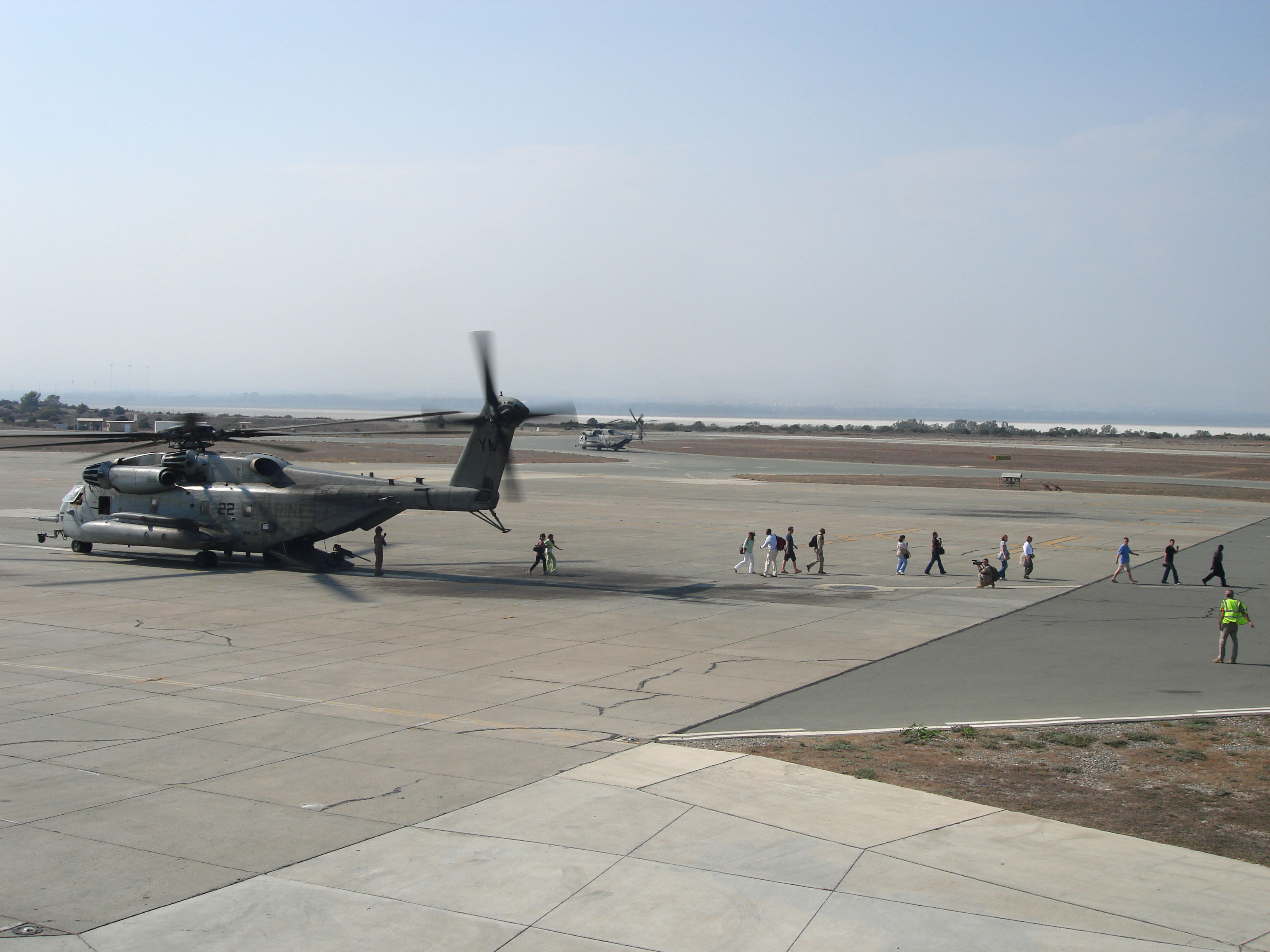
Helicóptero del Cuerpo de Marines de los EE. UU. en la base militar de RAF Akrotiri.

### Conflicto con Chipre
En julio de 2001 se produjeron violentas protestas en Akrotiri y Dekelia por parte de chipriotas locales, indignados tras conocer los planes británicos de construir varias antenas de radio en las bases, como parte de una mejora del sistema de telecomunicaciones militares británicas en todo el mundo. Los vecinos habían manifestado que las antenas pondrían en peligro sus vidas y causar cáncer, así como el impacto negativo que produciría sobre la fauna del área. El Gobierno del nº10 de Downing Street negó estas acusaciones.
El Reino Unido no ha mostrado ninguna intención de ceder las bases, aunque sí ofreció 117 km² de tierras cultivables como parte del Proyecto Annan para Chipre, lo que fue rechazado. Actualmente, cerca de 3000 soldados de las British Forces Cyprus tienen su base en Akrotiri y Dekelia. Ayios Nikolaos, en la Base Soberana Oriental, es considerada una estación de espionaje de la red ECHELON.
La elección del comunista Dimitris Christofias como presidente chipriota en febrero de 2008 despertó preocupación en el Reino Unido. Christofias prometió la retirada de todas las fuerzas militares extranjeras de la isla como parte de una futura resolución del Conflicto de Chipre, denunciando la presencia británica en la isla como una “mancha de sangre colonial”.

## Gobierno y política
A diferencia de la mayoría de los territorios británicos de ultramar, Akrotiri y Dekelia no están administradas por un gobernador, sino por un administrador, designado por el monarca británico, de acuerdo con el dictamen del Ministerio de Defensa.

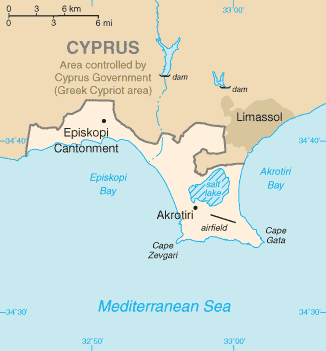
Mapa de Akrotiri.

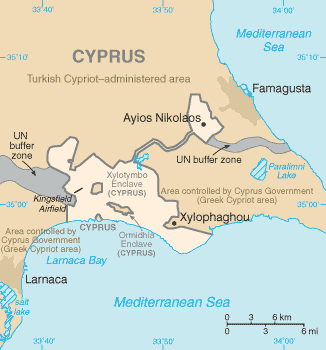
Mapa de Dhekelia.

El administrador tiene todo el poder ejecutivo y legislativo propio de un gobernador en un territorio de ultramar. Es designado un oficial principal, responsable de administrar el día a día. En las bases no se celebran elecciones propias, aunque normalmente se les da a los ciudadanos británicos el derecho a votar en las elecciones del Reino Unido (como Fuerzas Británicas o electores de ultramar).
Según el ministerio británico de defensa, "debido a que las SBAs son bases militares y territorios dependientes no ordinarios, la administración rinde cuentas al ministerio de defensa en Londres. No tiene ninguna conexión formal con la oficina extranjera y de la Commonwealth o la Alta Comisión británica en Nicosia, aunque hay contactos informales con ambas oficinas en materias de políticas".

### Constitución y gobierno
Las Áreas de Bases Soberanas fueron designadas en 1960 como bases militares bajo soberanía británica, no como territorio colonial ordinario.
Esta es la filosofía básica del país como está declarado por el Gobierno de Su Majestad en el 'Apéndice O' del tratado de 1960 con Chipre, lo que indica los objetivos del gobierno británico:
- No impulsar las bases soberanas para otros propósitos que no sean los militares.
- No impulsar y reorganizar las "colonias".
- No crear puestos aduaneros ni otras barreras fronterizas entre las Bases Soberanas y la República.
- No impulsar o permitir empresas comerciales o industriales de tipo civil excepto las intrínsecamente conectadas con las necesidades militares, ni otras empresas que rompan con la unidad y tipo de vida económico comercial o industrial de la isla.
- No establecer puertos o aeropuertos comerciales o civiles.
- No permitir el establecimiento de nuevas personas en las Bases Soberanas exceptuando a las que tengan un carácter temporal.
- No expropiar propiedades privadas dentro de las Bases Soberanas excepto para propósitos militares efectuando para ello un pago compensatorio.[10]

Las bases tienen su propio sistema legal, distinto del propio del Reino Unido y Chipre. Estas están recogidas en las leyes de la colonia de Chipre de agosto de 1960, rectificables si fuese preciso. Las leyes de Akrotiri y Dekelia se mantienen, en la medida de lo posible, lo más parecidas a las leyes de Chipre. La Corte de las Áreas de Bases Soberanas se encarga de evitar los enfrentamientos no militares por parte de cualquier persona dentro de Akrotiri y Dekelia, y la ley y orden es preservada por la Policía de las áreas de Bases Soberanas, mientras que la ley militar es preservada por una unión de policía de Chipre.

### Bases
- Akrotiri o Base Soberana Occidental (Western Sovereign Base Area en inglés) se encuentra al sur de la isla chipriota, cerca de la localidad de Limasol. Más de 3500 personas de la Real Fuerza Aérea y la Marina Real están destinadas en la base; sus tareas incluyen la colaboración con los Cascos Azules de la Organización de las Naciones Unidas en el mantenimiento del proceso de paz.

- Dekelia o Base Soberana Oriental (Eastern Sovereign Base Area en inglés) se encuentra en el sureste de la isla chipriota, cerca de la localidad de Lárnaca, del límite con la autoproclamada República Turca del Norte de Chipre y de la ciudad de Famagusta, junto a la zona libre administrada por Naciones Unidas.

### Disputa y controversias
La República de Chipre afirma que las zonas de soberanía son un "vestigio del colonialismo". El 30 de junio de 2005, la Cámara de Representantes de Chipre adoptó por unanimidad una resolución sobre el estatuto jurídico de las zonas de soberanía propuesta originalmente por Vassos Lyssarides. La resolución hace referencia a "las decisiones pertinentes de la ONU sobre la abolición del colonialismo, así como a los principios fundamentales del derecho internacional, que prohíben la ocupación de territorio dentro del dominio de cualquier otro país". Afirma que "el Reino Unido no tiene una soberanía sustancial sobre las bases británicas, pero tiene tanta soberanía como sea necesaria por razones militares y no por razones administrativas, financieras y/o de cualquier otro tipo". La resolución instaba al gobierno británico a "cumplir sus obligaciones financieras con la República de Chipre, que se derivan del Tratado de Establecimiento". También argumentaba que el Reino Unido no tiene aguas territoriales en las zonas.
El gobierno británico no reconoce las alegaciones chipriotas de que la soberanía del Reino Unido en las zonas es limitada.
En julio de 2001, los chipriotas locales protestaron en las bases, descontentos con los planes británicos de construir mástiles de radio en las bases como parte de una mejora de los puestos de comunicaciones militares británicos en todo el mundo. Los habitantes de la zona afirmaban que las antenas pondrían en peligro la vida de los habitantes y provocarían cáncer, además de afectar negativamente a la fauna de la zona. Los gobiernos británico y chipriota encargaron conjuntamente una investigación sanitaria a la Universidad de Bristol y al Ministerio de Sanidad de la República de Chipre, y ese proyecto de investigación informó en 2005 de que no había pruebas de que los campos electromagnéticos de las antenas causaran problemas de salud. La Administración de las Zonas de Soberanía ha llevado a cabo evaluaciones y estudios sobre los efectos en la fauna, que se han plasmado en un "Plan de Gestión Medioambiental de la Península de Akrotiri", publicado en septiembre de 2012.
En 2004, el Reino Unido ofreció ceder 117 kilómetros cuadrados (45 millas cuadradas) de tierras de cultivo como parte del rechazado Plan Annan para Chipre.
El 29 de agosto de 2013, durante la guerra civil siria, algunos medios de comunicación chipriotas y británicos especularon con la posibilidad de que misiles balísticos de largo alcance, disparados desde Siria en represalia por la propuesta de participación británica en la intervención militar contra el Gobierno sirio de Bashar al Assad, pudieran alcanzar Chipre, y potencialmente transportar armas químicas. En algunos medios de comunicación chipriotas se afirmó que la propuesta de interceptación de la guerra civil siria, utilizando Akrotiri y Dhekelia, podría poner en peligro imprudentemente a las poblaciones chipriotas cercanas a esas bases. Dos días antes, el 27 de agosto de 2013, el ministro chipriota de Asuntos Exteriores, Ioannis Kasoulides, había actuado para calmar las preocupaciones chipriotas, afirmando que era poco probable que las bases británicas desempeñaran un papel importante en cualquier intervención.

## Geografía

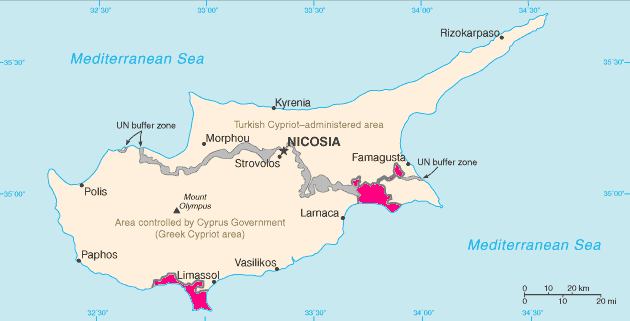
Situación de Akrotiri (en el sur y oeste) y Dhekelia (en el norte y este).

Akrotiri y Dekelia representan el 3 % de la superficie de Chipre, cerca de 254 km² (98 millas cuadradas): Akrotiri con 123 km² (47.5 millas cuadrads) y Dekelia con 131 km² (50.5 millas cuadradas). El 60 % del terreno es de propiedad privada, perteneciente a ciudadanos británicos o chipriotas. El otro 40 % está sujeto al Ministerio de Defensa, o se organiza como territorio de la Corona. Además de Akrotiri y Dekelia, el Tratado de Establecimiento también prevé el empleo continuado por el Gobierno Británico de ciertas instalaciones dentro de Chipre, conocidas como "Sitios Conservados" (Retained Sites).
Akrotiri está localizada en el sur de la isla, cerca de la ciudad de Limasol. Dekelia está en el sudeste, cerca de Lárnaca. Ambas áreas incluyen bases militares, así como terrenos cultivables y algunas zonas residenciales. Akrotiri está rodeada por el territorio controlado por la República de Chipre, pero Dekelia también limita con la zona de amortiguación administrada por la ONU, y la parte ocupada por los turcos de la isla.

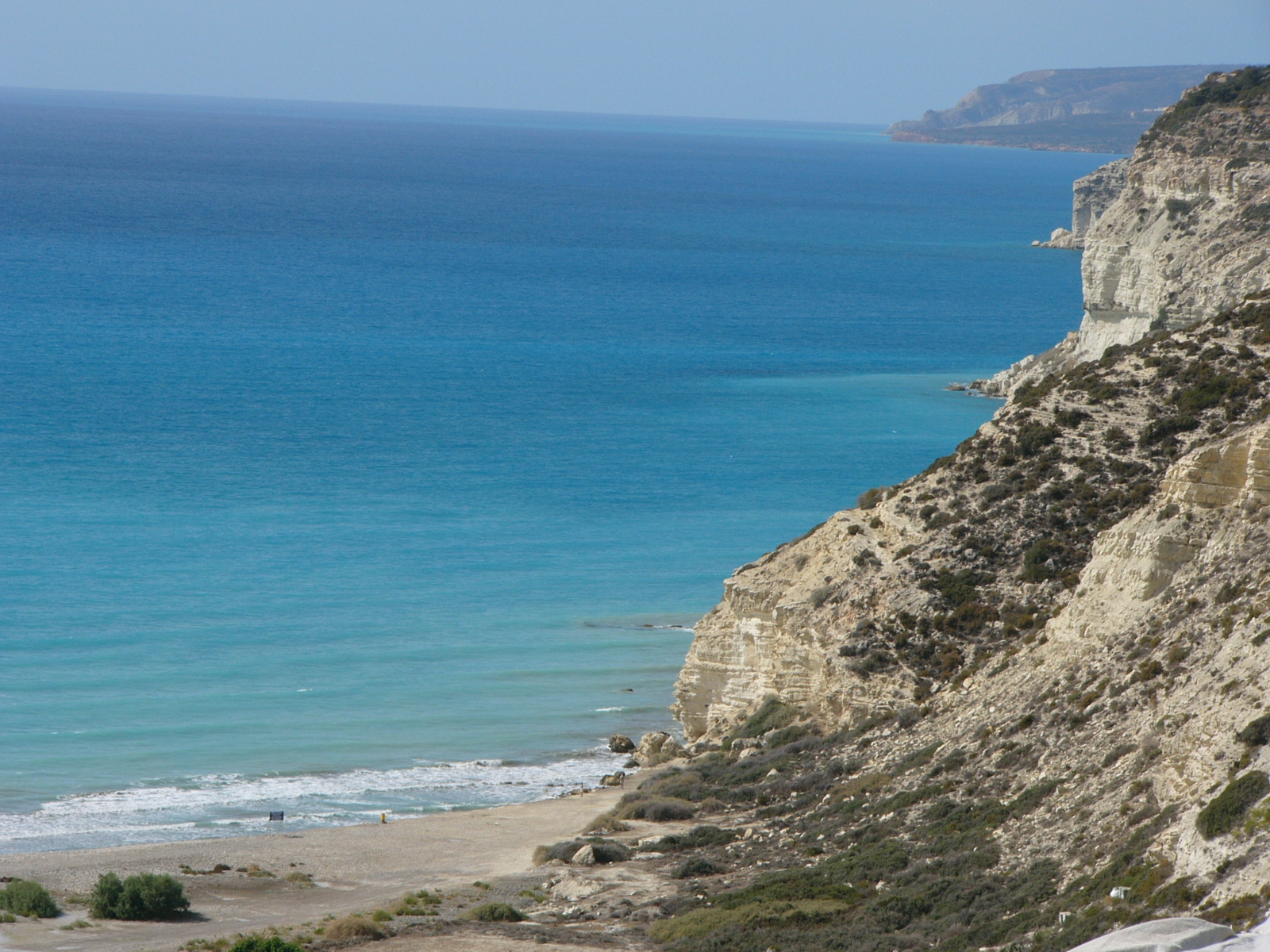
La bahía Episkopí, ubicada al oeste de Akrotiri.

Ayía Napa está al noreste de Dekelia. Las localidades de Xylotymvou y Ormidia, también en la República de Chipre, son enclaves rodeados por Dekelia. La central eléctrica de Dekelia, dividida por una carretera británica en dos partes, también pertenece a Chipre. La parte del norte es un enclave, como las dos localidades, mientras que la parte del sur está localizada en la costa, y por lo tanto no es un enclave, aunque no tiene aguas territoriales propias.

### Vida silvestre y ecología
El área es una importante vía migratoria para las aves entre África y Europa, y millones de aves mueren cada año al migrar sobre la isla. Para proteger a las aves residentes y migratorias, BirdLife Chipre y la RSPB estudian las áreas de captura ilegal. Más de 150 especies de aves, más de la mitad de las cuales son objeto de preocupación en materia de conservación, han quedado atrapadas en redes o en palos de lima, y se estima que las bandas del crimen organizado ganan más de 15 millones de euros al año con esta actividad. Las aves muertas se venden para proporcionar el principal ingrediente de la ambelopoulia en la República de Chipre; un manjar ilegal que se sirve a los comensales de los restaurantes. Un estudio de 2015 estimó un máximo de 19 km de redes tanto en la República como en los Territorios Británicos, y más de 5.300 palos de liga retirados, principalmente en la República de Chipre. Se estima que en 2015 se mataron más de 2 millones de aves, incluidas más de 800.000 en los Territorios Británicos.
Mediante el empleo de medidas como la vigilancia con cámaras encubiertas (incluido un avión teledirigido), zonas de exclusión y vehículos incautados, la actividad de captura en Dekelia se redujo en un 77,5%. Se estima que en 2016 se mataron 800.000 aves en Dekelia y que en el año siguiente la actividad de trampas disminuyó en un 77,5% y las muertes de aves se estimaron en 180.000.
Las playas de las Áreas de Bases Soberanas Británicas (SBA) son importantes lugares de anidación para las tortugas verdes (Chelonia mydas) y las tortugas bobas (Caretta caretta), que están en peligro de extinción. El Departamento de Medio Ambiente de las SBA, con la ayuda de un gran esfuerzo de los voluntarios, ha monitoreado el éxito de la anidación de tortugas en las playas de las SBA desde 1990. La perturbación de la anidación de tortugas es un problema en algunas zonas debido a actividades como la acampada, la conducción en las playas y la pesca ilegal. Las tortugas marinas de Chipre están protegidas como especies prioritarias en virtud de la Ordenanza de protección y ordenación de la naturaleza y la vida silvestre (que abarca las disposiciones de la Directiva sobre los hábitats), promulgada en 2007.
En diciembre de 2015 se designaron cinco Zonas Especiales de Conservación (ZEC) en las Zonas de Base Soberana de Chipre. Las cinco ZEC designadas son Akrotiri, Episkopi, Cabo Pyla, Dekelia y Agios Nikolaos. Las designaciones se hicieron en virtud de la Ordenanza de protección y ordenación de la naturaleza y la vida silvestre y apoyarán la red existente (NATURA 2000) de ZEC en Chipre y en toda Europa.

## Economía
No hay ninguna estadística económica unificada para Akrotiri y Dekelia. Las actividades principales económicas son la provisión de servicios a los militares, así como la agricultura limitada. Desde 2008, después de que Chipre comenzara a usar el euro como miembro de la eurozona, las Bases Aéreas de Akrotiri y Dekelia se convirtieron en los únicos territorios bajo soberanía británica en los que se usa el euro.

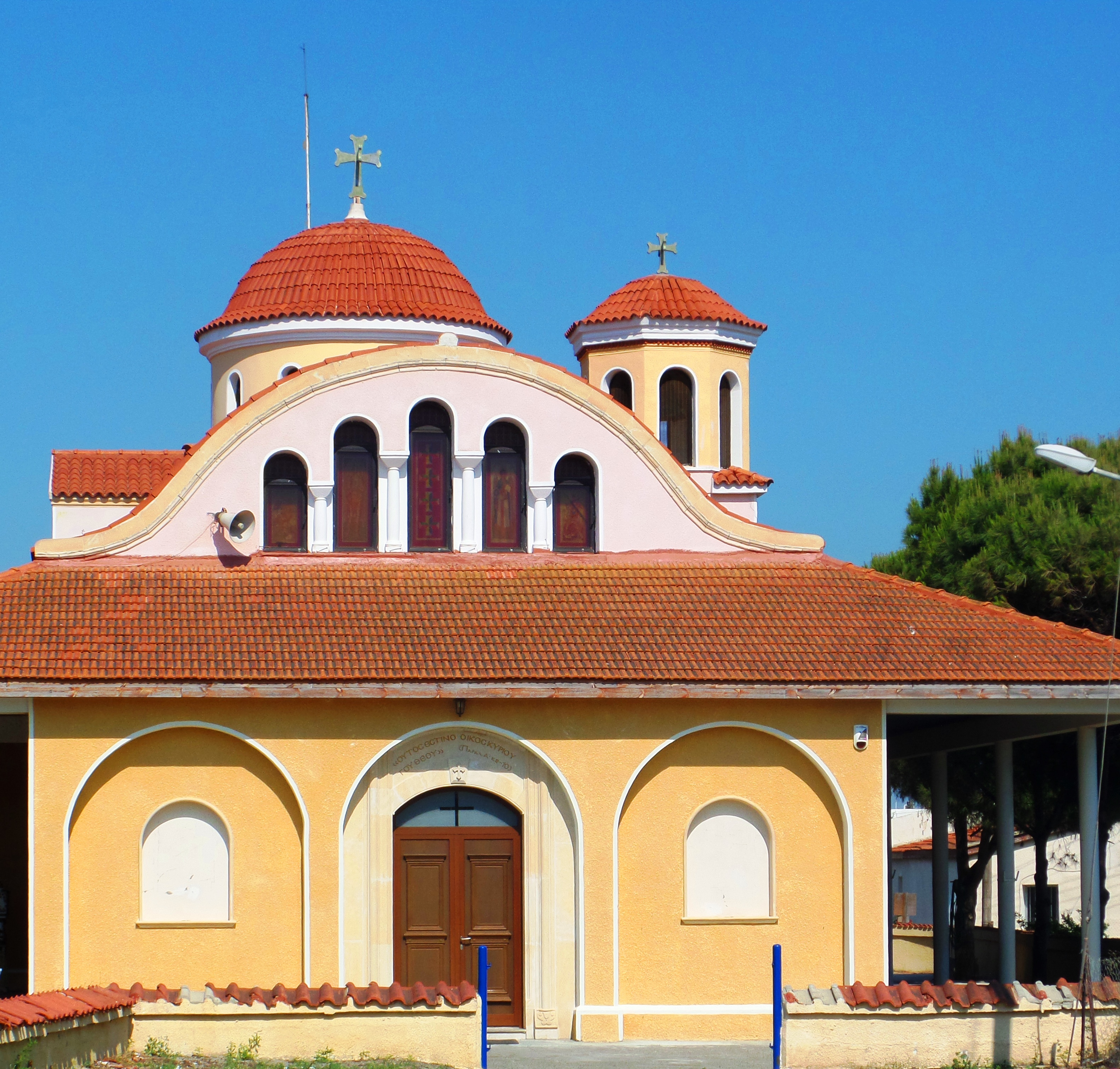
Iglesia de la Santa Cruz, Akrotiri

## Demografía
Cuando las bases fueron establecidas, los límites fueron dispuestos para evitar concentraciones de población. Sin embargo hoy en día alrededor de 14 000 personas viven en las bases, de las cuales 7000 son chipriotas nativos que trabajan en las bases o en tierras de cultivo dentro de los límites de las bases. Los militares británicos y sus familias componen el resto de la población.
No hay ciudadanía específica disponible para las bases, aunque alguna gente puede solicitar la Ciudadanía de los Territorios Británicos de Ultramar. Este tipo de ciudadanía no tiene ningún derecho a la ciudadanía británica completa.
De conformidad con el acuerdo de 1960 con Chipre que establece las áreas de soberanía, el Reino Unido no puede usar las áreas para usos civiles. Esto fue indicado en 2002 como la razón primaria de la exclusión de las áreas del alcance del Acta de 2002 sobre los Territorios Británicos de Ultramar.
La población chipriota en su inmensa mayoría habla el idioma griego y profesa la religión cristiana en su forma Ortodoxa Griega, mientras que los militares británicos hablan inglés y profesan el anglicanismo  o alguna denominación protestante mayoritariamente.

## Transporte y comunicaciones
Las autopistas chipriotas pasan por ambas zonas. No hay ningún aeropuerto público dentro de las zonas, pero la base aérea de la RAF de Akrotiri está situada allí, que tiene una pista adecuada para los vuelos de larga distancia, pero no se utiliza para los vuelos públicos.
Las zonas de la base forman parte del plan de numeración telefónica de la República de Chipre, utilizando el prefijo internacional +357. Los números de teléfono de las zonas de base tienen el mismo formato de ocho dígitos, siendo los cuatro últimos dígitos el número de línea. Los números en Dekelia comienzan con los dígitos 2474, mientras que los de Akrotiri comienzan con los dígitos 2527.

## Cultura

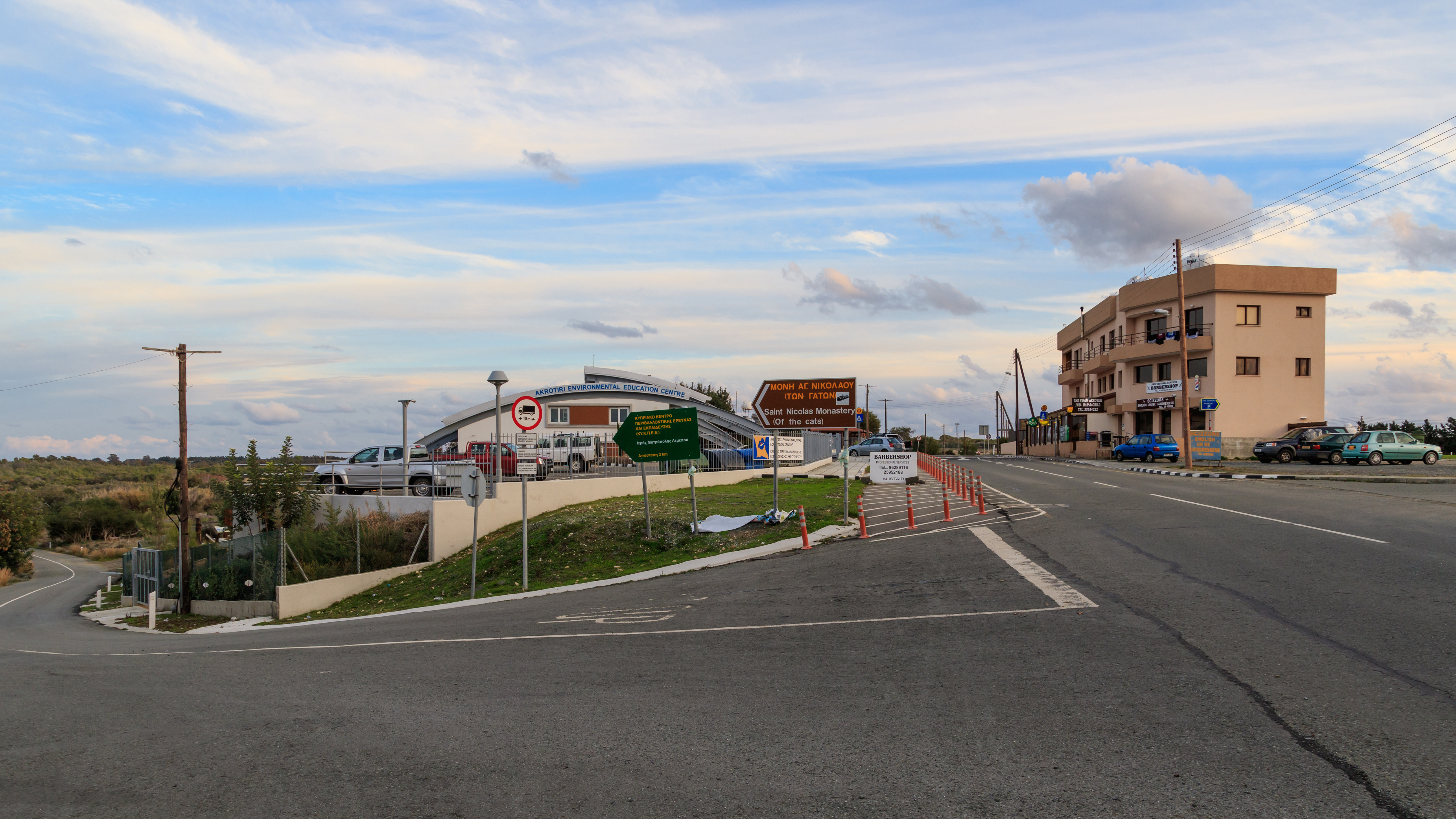
Akrotiri

### Medios de comunicación
Las BFBS Radio 1 y 2 se retrasmiten en frecuencia FM y pueden ser recibidas sus emisiones en gran parte de Chipre, pero la señal de la BFBS Television queda restringida a las Bases Soberanas o está codificada desde 1997, por motivos de derechos de autor.
Limassol BBC Relay tiene su sede en estos territorios.

### Radioaficionados
Las bases cuentan con indicativos de radioaficionados dentro de la República de Chipre. Estas radios utilizan el indicativo "ZC4" que es el asignado al Reino Unido por la Unión Internacional de Telecomunicaciones (ITU). Hay unas cincuenta y dos licencias amateur de este modo. El prefijo ITU para la república de Chipre es principalmente el "5B". La República Turca del Norte de Chipre usa el prefijo de código neutral "1B", código que es sólo reconocido por Turquía. Según las regulaciones ITU es ilegal que un operador de radio aficionado se comunique por radio con un código de estado no reconocido como miembro del ITU, con la excepción de las llamadas de emergencia.

## Deporte
El equipo de fútbol más exitoso del territorio es el Ethnikos Achna FC, de la región de Dhekelia. Juega en el sistema de ligas de fútbol chipriota y ha competido en la primera división chipriota durante la mayor parte de su existencia. Representó a Chipre en la Copa de la UEFA 2006-07, donde cayó derrotado ante el RC Lens francés en la primera ronda. Su estadio, el Dasaki Stadium, acogió seis partidos del Campeonato Europeo Sub-17 de la UEFA de 2024.
Otros equipos del territorio también juegan en el sistema de ligas chipriotas, como el APEA Akrotiri. La Royal Air Force FA gestiona una liga independiente para los equipos militares británicos, la Cyprus Forces Football League.
La Commander British Forces Cyprus Sporting Competition (CBF Cup), una competición multideportiva entre equipos que representan a las bases y a los batallones de infantería británicos residentes, se celebra anualmente.
El territorio no envía delegaciones a los Juegos de la Commonwealth y no ha enviado atletas a los Juegos Olímpicos a través de la Asociación Olímpica Británica.

## Lecturas Complementarias
- Acuerdos de Londres y Zürich:Texto en inglés. Como conclusión de la conferencia de Zúrich y Londres de febrero de 1959, con el objeto de darle una salida al conflicto chipriota determinando la independencia de la isla y determinando la estructura constitucional del mismo. Firmado en Londres el 19 de febrero por Gran Bretaña, Turquía, Grecia y representantes de las comunidades grecochipriotas y turcochipriotas. Gran Bretaña agrega una declaración por la cual mantendría la soberanía de dos bases soberanas.

- Tratado de Establecimiento: Texto en inglés. Firmado entre Turquía, Gran Bretaña y Grecia concerniente al establecimiento de la República de Chipre, en Nicosia el 16 de agosto de 1960. Asimismo, se establecen las bases soberanas de Akrotiri y de Dekelia.

- Tratado de Garantía: Texto en inglés. Firmado por la República de Chipre, Gran Bretaña, Turquía y Grecia. Relacionado con el reconocimiento y mantenimiento de la independencia, integridad territorial y seguridad de Chipre.

- Tratado de Alianza: Texto en inglés. Relacionado con el compromiso de los firmantes de resistir cualquier ataque, directo o indirecto, contra la independencia o la integridad territorial de Chipre. Establecimiento de un comando tripartito y de un contingente griego y otro turco. Firmado por la República de Chipre, Grecia y Turquía en Nicosia el 16 de agosto de 1960.